# Queyssac-les-Vignes
 Queyssac-les-Vignes  là một xã thuộc tỉnh Corrèze trong vùng Nouvelle-Aquitaine miền trung Pháp.